# Christiane Felscherinow
Christiane Vera Felscherinow (Hamburg, 20 mei 1962) is Duitslands bekendste oud-heroïneverslaafde. Ze kwam eind jaren 70 in de publiciteit onder de schuilnaam Christiane F. Ze publiceerde in 1979 ook haar autobiografie, waarin ze openlijk over haar verleden als heroïneprostituee praatte. Dit boek werd op de Nederlandstalige markt uitgebracht als Verslag van een junkie.

## Vroege jeugd
Felscherinow groeide op in een gezin waarin liefdeloosheid en geweld overheersten. Ze werd regelmatig geslagen door haar alcoholverslaafde vader. Dit gegeven en haar moeders afhankelijkheid bepaalden het dagelijks leven van het jonge meisje.
Toen Felscherinow zes jaar was, verhuisde het gezin van het platteland naar Berlijn. Ze belandde in Gropiusstadt, een forensenwijk in het zuiden van de stad. In het appartement op de elfde verdieping van een flat speelden zich dramatische taferelen af. Tijdens een van de mishandelingsessies was Felscherinows doodsangst zó groot dat ze instinctief uit het raam wilde springen om zichzelf in veiligheid te brengen, maar het lukte haar niet.

## Mishandeling
Naast alle familieproblemen waren er ook financiële zorgen. Toen haar ouders uiteindelijk uit elkaar gingen, losten deze problemen zich niet op. Omdat kindermishandeling in die tijd in Duitsland nog een taboe was, bleef de sociale omgeving, zoals de basisschool die Felscherinow bezocht, blind voor haar thuissituatie. Steeds toenemend sociaal isolement dreef haar ten slotte tot drugsverslaving.
Vanaf twaalfjarige leeftijd nam ze verschillende soorten drugs, zoals hasj en verschillende soorten pillen.

## Beroemd
Felscherinow kwam in de kerkelijke discotheek 'Haus der mitte' voor het eerst in aanraking met soft- en harddrugs. Op veertienjarige leeftijd was Felscherinow verslaafd aan heroïne en tippelde ze op de Kinderstrich (kinderzone) bij het Berlijnse station Zoologischer Garten. Felscherinows moeder kwam na twee jaar achter het dubbelleven van haar dochter en ging de strijd aan met de verslaving.
In 1978, op zestienjarige leeftijd, trad Felscherinow als getuige op in een rechtszaak. Twee journalisten van het Duitse blad Stern – Horst Rieck en Kai Hermann – merkten haar op en vroegen haar om een gesprek van twee uur. Tijdens dit gesprek kwam de drugsscene ter sprake. Twee uur werden twee maanden waarin het boek Wir Kinder vom Bahnhof Zoo ('Wij kinderen van station Zoo') ontstond, een biografisch werk waardoor het zware, ruwe dagelijkse leven van de drugsscene in de openbaarheid kwam, gezien vanuit het oogpunt van een drugsverslaafde. De discotheek Sound, waar Felscherinow vaak naartoe ging, is ook enige tijd dicht geweest omdat de politie wist dat er vaak in drugs werd gehandeld.

## Film
Het boek werd in 1981 verfilmd. Door de gelijknamige film werd discotheek Sound aan de Genthiner Straße 26, waarin veel scènes zich afspelen en zijn opgenomen, internationaal bekend. Sound werd in 1988 door brand verwoest. Er was anno 2006 een gelijknamige doch ongerelateerde discotheek in Berlijn.
In de film zit een opname van een concert van David Bowie, dat speciaal voor de film werd gegeven.
Felscherinow speelde zelf in de film Neonstadt (1981), een film over het leven van eindexamenkandidaten aan de Münchener Film-hogeschool, en in Decoder (1983). Deze laatste film, waarin ze speelde samen met haar toenmalige partner Alexander Hacke van de Duitse band Einstürzende Neubauten, heeft als hoofdthema muziek en klank.

## 2008
Na turbulente jaren in de Verenigde Staten en in Griekenland (1986-1993) woonde Felscherinow als boekbinder in Berlijn-Neukölln en scheen ze weer regelmatig met de drugsscene in aanraking te komen. Ze bezocht in die tijd weer regelmatig metrostation Kottbusser Tor (een van de beruchtste drugsontmoetingsplaatsen van Berlijn) om daar "nog wat te regelen".
Felscherinow had in het voorjaar van 2008 plannen om met haar vriend en zoon naar Amsterdam te vertrekken, maar het Duitse Bureau Jeugdzorg kwam achter haar plannen en nam haar elfjarige zoon af, waarna Felscherinow het kind vanuit de instelling meenam en alsnog naar Amsterdam vertrok. In die periode werd er door haar vrienden naar haar gezocht. In Amsterdam werden daarom fotoposters van haar opgehangen. Drie maanden later, juni 2008, zag ze geen andere uitweg en keerde ze terug naar Duitsland, alwaar ze vanuit de trein contact opnam met de politie. Deze ving de zoon na aankomst in Potsdam-Mittelmark op. Hij verbleef in een opvanghuis voor kinderen.
Horst Rieck, schrijver van Wir Kinder vom Bahnhof Zoo, kon niet bevestigen dat Felscherinow een terugval had na vijftien jaar clean te zijn geweest.

## Memoires
In 2013 publiceerde Felscherinow haar memoires onder de titel Christiane F., mijn tweede leven. Journaliste Sonja Vokovic is de drijvende kracht en ghostwriter-producent achter dit nieuwe boek.